# Czempiń (gmina)
Czempiń est une gmina mixte du powiat de Kościan, Grande-Pologne, dans le centre-ouest de la Pologne. Son siège est la ville de Czempiń, qui se situe environ 13 km au nord-est de Kościan et 29 km au sud de la capitale régionale Poznań.
La gmina couvre une superficie de 142,19 km2 pour une population de 11 392 habitants en 2011.

## Géographie

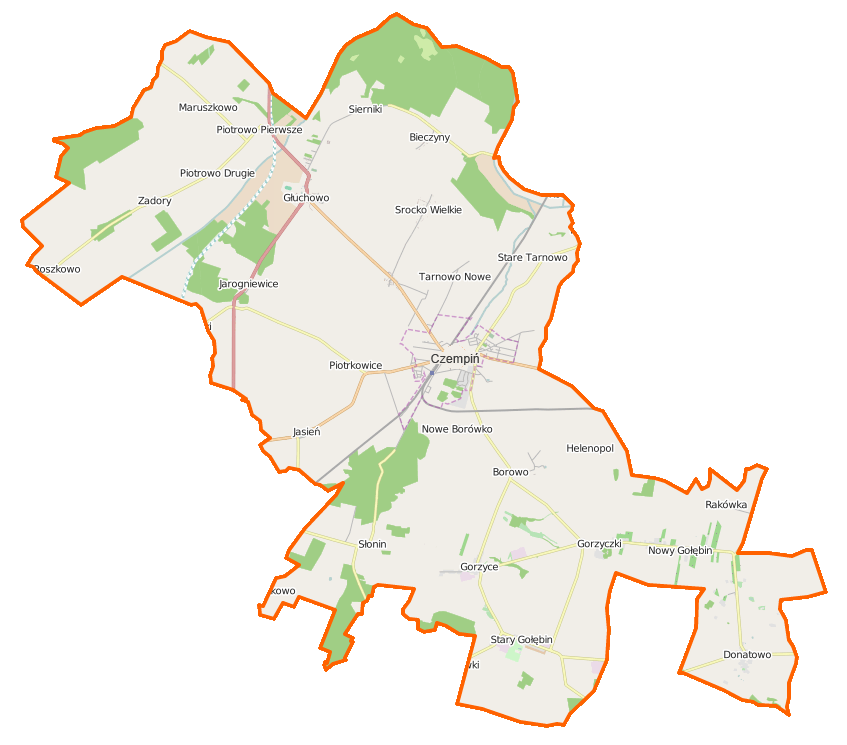
Plan de la gmina.

Outre la ville de Czempiń, la gmina inclut les villages de :
- Betkowo
- Bieczyny
- Borowo
- Donatowo
- Głuchowo
- Gorzyce
- Gorzyczki
- Jarogniewice
- Jasień
- Nowe Borówko
- Nowe Tarnowo
- Nowy Gołębin
- Piechanin
- Piotrkowice
- Piotrowo Drugie
- Piotrowo Pierwsze
- Roszkowo
- Sierniki
- Słonin
- Srocko Wielkie
- Stare Tarnowo
- Stary Gołębin
- Zadory

### Gminy voisines
La gmina de Czempiń est bordée des gminy de :
- Brodnica
- Kościan
- Krzywiń
- Mosina
- Stęszew
- Śrem

## Structure du terrain
D'après les données de 2002 la superficie de la commune de Czempiń est de 142,46 km2, répartis comme tel :
- terres agricoles : 79 %
- forêts : 13 %

La commune représente 19,72 % de la superficie du powiat.

## Démographie
Données du 31 décembre 2009 :
| Description        | Total  | Total | Femmes | Femmes | Hommes | Hommes |
| ------------------ | ------ | ----- | ------ | ------ | ------ | ------ |
| Unité              | Nombre | %     | Nombre | %      | Nombre | %      |
| population         | 11 311 | 100   | 5 792  | 51,2   | 5 519  | 48,8   |
| Densité (hab./km2) | 78,9   | 78,9  | 40,4   | 40,4   | 38,6   | 38,6   |